# Pastiche (The Manhattan Transfer)
Pastiche  è il terzo album del gruppo vocale statunitense The Manhattan Transfer, pubblicato nel 1978 dalla Atlantic Records, ultimo disco in studio realizzato con Laurel Massé.

## Il disco
L'album ebbe un successo inferiore ai precedenti negli Stati Uniti, ma consolidò il successo dei Manhattan Transfer in Europa. Pastiche raggiunse la prima posizione in Svezia, la settima in Norvegia e rimase per 34 settimane nella classifica di vendita inglese dove raggiunse la 10ª posizione. I singoli di Walk In Love e di On A Little Street In Singapore raggiunsero rispettivamente la 12ª e la 20ª posizione.

## Tracce
1. Four Brothers - (Jimmy Giuffre, Jon Hendricks) - 3:47
2. A Gal in Calico - (Arthur Schwartz, Leo Robin) - 2:41
3. Love for Sale - (Cole Porter) - 3:57
4. Je Voulais (Te Dire Que Je T'Attends) - (Michel Jonasz, Pierre Grosz) - 4:20
5. On a Little Street in Singapore - (Billy Hill, Peter De Rose) - 3:15
6. In a Mellow Tone - (Duke Ellington, Milt Gabler) - 3:12
7. Walk in Love - (David Batteau, John Klemmer) - 3:04
8. Who, What, Where, When, Why - (Rupert Holmes) - 3:28
9. It's Not the Spotlight - (Barry Goldberg, Gerry Goffin) - 3:37
10. Pieces of Dreams - (Dick Addrisi, Don Addrisi) - 2:53
11. Where Did Our Love Go - (Eddie Holland, Lamont Dozier, Brian Holland) - 2:45
12. Single Girl - (Tim Hauser, Janis Siegel, Alan Paul, Laurel Massé) - 3:07 (bonus track)[3]

## Formazione
- The Manhattan Transfer - voce
  - Tim Hauser
  - Laurel Massé
  - Alan Paul
  - Janis Siegel
- Ira Newborn - chitarra (#1-3, #5-7), chitarra acustica (#9), direzione
- Andy Muson - contrabbasso e basso elettrico (#1, #3-7)
- Art Rodriguez - batteria (#1, #2))
- Jon Mayer - pianoforte (#1), pianoforte elettrico (#5)
- Al Cohn, Jimmy Giuffre, Lee Konitz, Lew DelGatto - sassofono (#1)
- David Taylor , Hurbie Green, Wayne Andre - trombone (#1)
- Alan Rubin, Marky Markowitz , Marvin Stamm, Randy Brecker - tromba (#1)
- Don Grolnick - pianoforte elettrico (#2)
- Stu Woods - basso elettrico (#2)
- Steve Gadd - batteria (#2))
- Dick Frank - chitarra (#2)
- Buddy Emmons - steel guitar (#2, #3)
- Tommy Vig - percussioni (#2)
- David Banks - voce (rodeo) (#2)
- Jim Gordon - batteria (#3, #4)
- Hubert Hester , Johnny Gimble , Shorty Lavender - fiddle (#3)
- Pete Wade - chitarra (#3)
- Charlie McCoy - armonica a bocca (#3)
- John Barnes - pianoforte (#3)
- Britt Woodman - trombone (assolo #3, #4)
- Don Menza , Jay Migliori , Joe Roccisano , Peter Christleib , Willie Schwartz - ance (#3, #5)
- Oscar Brashear, Chuck Findley, Gene Goe, Don Rader - tromba (#3, #5)
- Garnett Brown - trombone (#3, #5)
- Jack Redmond - trombone (#3, #4, #5)
- Vince Fanuele - trombone (#3, #4, #5)
- David Wallace - pianoforte, organo (#4, #11)
- Larry Emerine - piatti (#4)
- Steve Schaeffer - batteria (#5-7)
- Mike Boddiker - sintetizzatore (#5, 7))
- Dave Frishberg - pianoforte (#6)
- Jeanne Ashby - arpa (#7)
- Mike Melvoin - tastiere (#7)
- Bobbye Hall - percussioni (#7)
- Jay Graydon - chitarra, arrangiamento ritmico (#8, #10)
- Ben Benay - chitarra, arrangiamento (archi e fiati) (#8, #10)
- Scott Edwards - basso elettrico (#8, #10)
- Jeff Porcaro - batteria (#8, #10)
- Victor Feldman - percussioni (#8, #10)
- David Foster - pianoforte (#8)
- Michael Omartian - sintetizzatore (#8, #10)
- Donald Dunn - basso elettrico (#9)
- Willie Hall - batteria (#9)
- Steve Cropper - chitarra elettrica (#9)
- Booker T. Jones - organo, pianoforte (#9)
- Richard Tee - pianoforte (#9)
- Tom Hensley - pianoforte (#10)
- Gene Page - arrangiamento (archi), conduzione (#11)
- Michael Schoebelen - basso elettrico (#11)
- Peter Johnson - batteria (#11)
- Wayne Johnson - chitarra (#11)
- Don Roberts - sassofono baritono (#11)

## Edizioni
- 1978 – LP, Atlantic Records SD 19163, USA
- 1978 – LP, Atlantic Records WEA W/K 50444, Europa
- 1990 – CD, Rhino Records WEA 271809, USA
- 1994 – CD, Atlantic Records WEA 271809, Gran Bretagna

### Singoli
- 1978 – Where Did Our Love Go / Single Girl, 45gg, Atlantic Records 3472, USA
- 1978 – It's Not The Spotlight / Four Brothers, 45gg, Atlantic Records 3491, USA
- 1978 – Walk In Love / Four Brothers, 45gg, Atlantic Records K 11075, Regno Unito
- 1978 – On A Little Street In Singapore / Single Girl, 45gg, Atlantic Records K 11136, Europa